# أكاديمية إيفلين غريس
أكاديمية إيفلين غريس (بالإنجليزية: Evelyn Grace Academy)‏ هي أكاديمية حصلت زها حديد على جائزة ستيرلينغ البريطانية عام 2011 عن تصميمها لهذه الأكاديمية في بريكستون بلندن. وفاز التصميم بالجائزة نظرًا للجرأة التي انتهجتها في حل مشكلة صعبة؛ وهي كيف يمكن بناء أربعة مدارس معًا على مساحة صغيرة تحت مظلة الأكاديمية، حيث تبلغ مساحة الأكاديمية 1.4 هكتار بينما يكون معدل مساحة مثل تلك المدارس 8 هكتارات. وقد حظي بإعجاب منقطع النظير نظراً للطريقة الهندسية الجميلة التي اعتمدت في هذا المبنى والقائمة على نظرة مستقبلية، وتطلب هذا العمل نحو أربع سنوات مابين 2006 و2010. وقد اختار فريق حديد إنفاق الأموال المخصصة للتصميم على مباني الفصول الدراسية والممرات المضاءة، إضافة إلى مضمار للركض وساحة لعب وحديقة للازهار البرية.